# Rives-du-Couesnon
Rives-du-Couesnon község Franciaország Bretagne régiójában, Ille-et-Vilaine megyében. Új községként 2019. január 1-jén jött létre négy korábbi község: Saint-Jean-sur-Couesnon, Saint-Georges-de-Chesné, Saint-Marc-sur-Couesnon és Vendel egyesítésével. Lakosainak száma 2919 fő (2022. január 1.).

## Népesség
| Lakosok száma | 2812 | 2845 | 2858 | 2871 | 2886 | 2909 | 2911 | 2919 |
|               | 2015 | 2016 | 2017 | 2018 | 2019 | 2020 | 2021 | 2022 |